# Mysidia robusta
Mysidia robusta är en insektsart som beskrevs av Broomfield 1985. Mysidia robusta ingår i släktet Mysidia och familjen Derbidae. Inga underarter finns listade i Catalogue of Life.